# افغانستان در المپیک تابستانی ۱۹۵۶
افغانستان در سال ۱۹۵۶ بازی‌های المپیک تابستانی در ملبورن پس از از دست دادن مسابقات المپیک تابستانی ۱۹۵۲ در هلسینکی حضور یافت.
آنها تنها با ارسال یک تیم متشکل از ۱۲ ورزشکار در رشته هاکی که شش تن از آنان سابقه حضور در مسابقات المپیک سال ۱۹۴۸ بازی‌های المپیک تابستانی داشتند، حضور پیدا کرد.

## هاکی روی چمن

### تیم ملی
سر مربی:
| نام.                | پست. | بازی | گل | سن | قهرمانی | باشگاه | مسابقات | گل |
| ------------------- | ---- | ---- | -- | -- | ------- | ------ | ------- | -- |
| احمدشاه ایوبی       | ?    | ۳    | ۰  |    |         |        |         |    |
| نورالله نورستانی    | ?    | ۳    | ۰  |    |         |        |         |    |
| رمضان نورستانی      | ?    | ۲    | ۰  |    |         |        |         |    |
| بختیار غلام منگل    | ?    | ۳    | ۲  |    |         |        |         |    |
| قاضی صلاح‌الدین      | ?    | ۲    | ۰  |    |         |        |         |    |
| عبدالقادر نورستانی  | ?    | ۳    | ۰  |    |         |        |         |    |
| دین محمد نورستانی   | ?    | ۳    | ۰  |    |         |        |         |    |
| جهان غلام نورستانی  | ?    | ۳    | ۲  |    |         |        |         |    |
| محمد امین نورستانی  | ?    | ۲    | ۰  |    |         |        |         |    |
| محمد انیس شیرزی     | ?    | ۳    | ۰  |    |         |        |         |    |
| نجم یحیی            | ?    | ۳    | ۱  |    |         |        |         |    |
| خان نصرالله توتاخیل | ?    | ۳    | ۰  |    |         |        |         |    |

### گروه الف
جدول گروه
| تیم                 | بازی | برد | تساوی | باخت | گل زده | گل خورده | امتیاز |
| ------------------- | ---- | --- | ----- | ---- | ------ | -------- | ------ |
| هند                 | ۳    | ۳   | ۰     | ۰    | ۳۶     | ۰        | ۶      |
| سنگاپور             | ۳    | ۲   | ۰     | ۱    | ۱۱     | ۷        | ۴      |
| افغانستان           | ۳    | ۱   | ۰     | ۲    | ۵      | ۲۰       | ۲      |
| ایالات متحده آمریکا | ۳    | ۰   | ۰     | ۳    | ۲      | ۲۷       | ۰      |

- هند توانست به نیمه نهایی صعود کند.